# Papenbrand thom Sunde

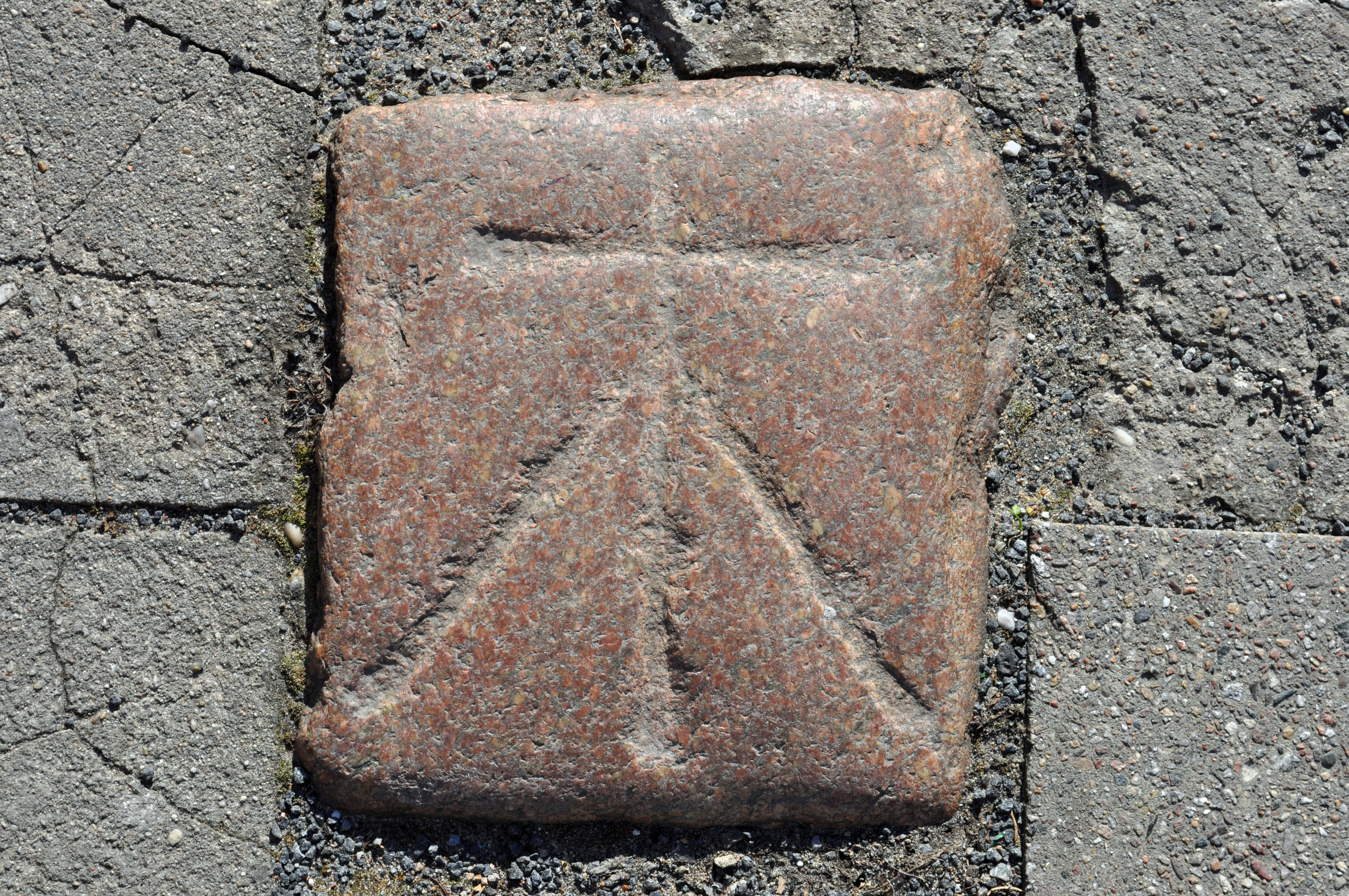
Ein Stein erinnert an die Hinrichtungsstätte am Neuen Markt (2012)

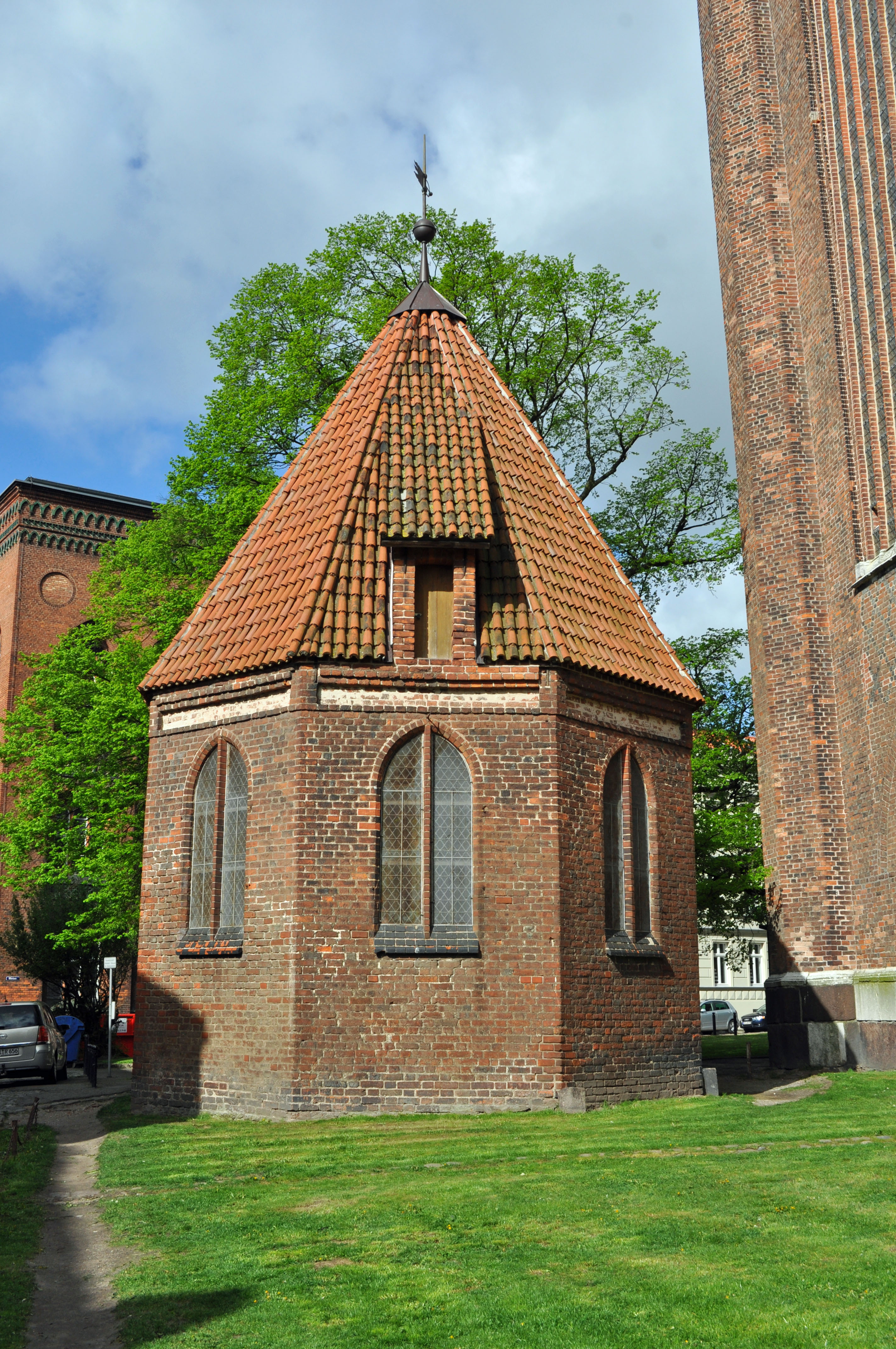
Die Apollonienkapelle wurde von den Stralsundern 1416 zur Sühne errichtet (2012)

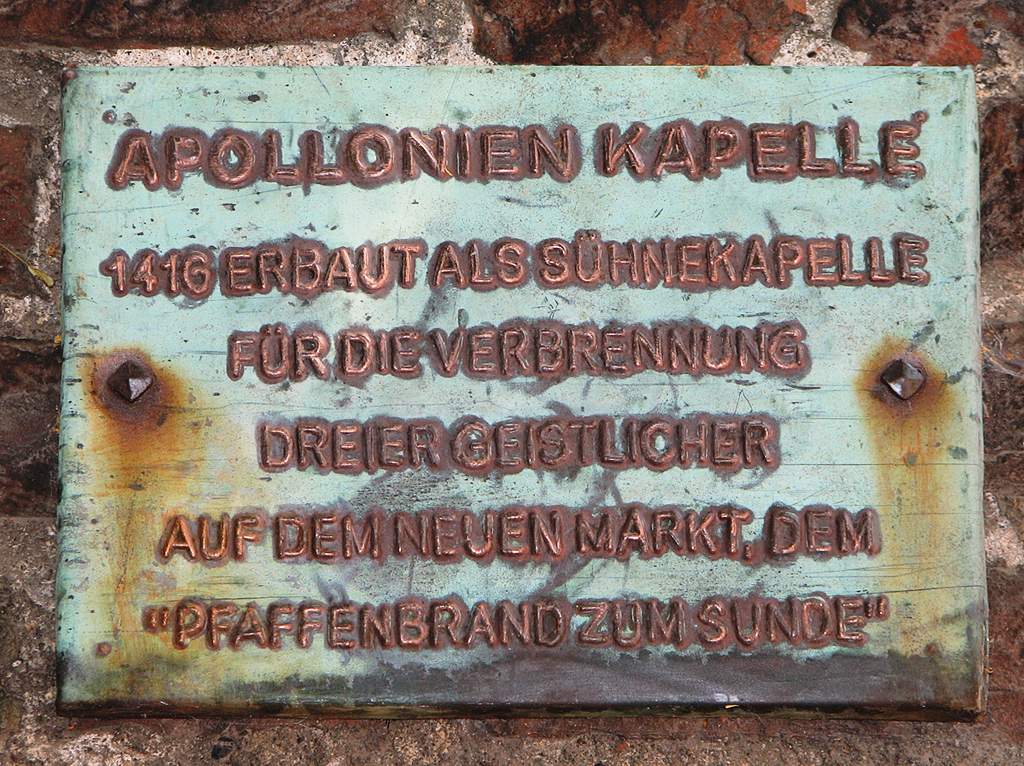
Tafel an der Apollonienkapelle

Der Papenbrand thom Sunde (Priesterverbrennung zu Stralsund) ereignete sich im Jahre 1407 in der Hansestadt Stralsund. Dabei wurden durch eine aufgebrachte Bevölkerung drei Priester auf dem Neuen Markt auf einem Scheiterhaufen verbrannt.
Die Bürger der Stadt Stralsund waren mit ihrem obersten Geistlichen, dem Kirchherren der St.-Nikolai-Kirche und der Propstei Tribsees, Cord Bonow, in Zwist geraten. Zu den Ursachen gibt es zwei Deutungen der Chronisten: Da es auf Familienfeiern der Bürger üblich war, besondere Ausstattungen der Feiern auch durch entsprechend hohe Opfergaben für die Kirche zu begleiten, soll der Rat der Stadt gegen dieses Gebaren eine Verordnung erlassen haben. Andere Deutungen weisen darauf hin, dass die Opferbereitschaft der Stralsunder in den Kirchen stark rückläufig war.
Auf jeden Fall war Bonow über den Rückgang der Einkünfte schwer enttäuscht und geriet in Zorn. An der Spitze eines Heeres von 400 Kriegern, die er aus seiner adligen Verwandtschaft rekrutiert hatte, plünderte er am 6. Oktober 1407 die Stralsunder Feldmark. Dabei wurde nicht nur Vieh gestohlen, sondern auch gemordet und gebrandschatzt. Dieses Verhalten empörte die Stralsunder, zumal sie auch noch von einigen Geistlichen verhöhnt wurden. Schon am nächsten Tag rebellierten die Stralsunder, ihnen voran die von den Morden am meisten betroffenen Angehörigen des Gewerkes der Träger und brachten die Geistlichen gefesselt vor den Richter in der Neustadt. Da diese nach damals geltendem Recht jedoch Geistliche nicht richten durften, wurden die Gefangenen von der Menge in ein Haus getrieben, welches von ihnen in Brand gesteckt werden sollte. Dies konnte nur durch den Hinweis auf drohende Gefährdung auch für die benachbarten Häuser vom Rat verhindert werden. Daraufhin wurden drei Geistliche, nämlich der Kaplan von St. Nikolai, der Pfarrer von St. Marien und der Pfarrer von St. Jakobi, die besonders durch unrechtes Verhalten aufgefallen waren, aus der Menge an Geistlichen ausgesondert und auf einem Scheiterhaufen verbrannt.
Dies blieb nicht ohne Folgen für die Stralsunder. Da sich der Rat der Stadt weigerte, vor dem Gericht des zuständigen Bischofs Rudolf von Schwerin in Bützow zu erscheinen, verkündete dieser den Bann gegen Bürgermeister, Rat der Stadt und alle Stralsunder Einwohner. Alle geistlichen Handlungen in Stralsund wurden durch ein Interdikt untersagt.
Der Rat der Stadt wandte sich nach vergeblichen Versuchen, den Bischof umzustimmen, direkt an den Papst Gregor XII., im Gepäck eine stattliche Summe Geld. Dieser beauftragte den Bischof Nikolaus von Schippenbeil von Cammin mit der Aufhebung des Bannes. Der Bischof wandte sich jedoch gegen die päpstliche Anweisung und verschärfte sogar noch den Bann. Um wirtschaftlichen Schaden von der Stadt abzuwenden (der Bischof von Schwerin bedrohte über seine Mecklenburger Verwandtschaft den Stralsunder Handel), wandte sich der Rat erneut an Schwerin. Dieser erlegte den Stralsundern bei einem Besuch der Stadt 1409 die Buße auf, ein Sühnekreuz aus Stein am Ort der Priesterverbrennung vor dem Haus Neuer Markt 14 zu errichten sowie neben der Marienkirche eine Kapelle zu bauen (die heutige Apollonienkapelle). Drei Vikarien hatten die Stralsunder zu bezahlen, Totenfeiern auszurichten und drei Pilger an Wallfahrtsorte zu entsenden. Dazu mussten dem Bischof seine Bemühungen zur Einweihung der Stralsunder Kirchen und Friedhöfe hoch entlohnt werden.
Cord Bonow erhielt vom Bischof eines der Vikarien. Der Bischof hob den Bann nur gegen jene auf, die nicht an der Verbrennung beteiligt waren. Damit allerdings liefen die Stralsunder regelmäßig Gefahr, außerhalb ihrer Stadt unter dem bloßen Verdacht der Mittäterschaft festgenommen zu werden, und sei es nur zur Erlangung wirtschaftlicher Vorteile. Erneut wandten sich die Stralsunder an Gregor XII., erneut brachten sie auch ihm große Geldleistungen. Gregor XII. exkommunizierte daraufhin den Bischof von Schwerin, der diesen Beschluss aber wieder nicht anerkannte.
Erst 1416 wurden die Streitigkeiten beigelegt, wobei die Stralsunder zusätzlich zum Anerkenntnis der Bedingungen Schwerins von 1409 nochmals eine hohe Geldsumme aufbringen mussten. Diese verwendete der Bischof im Schweriner Dom, in dem seitdem eine rote Inschrift von diesem Sieg des Bischofs zeugt: „Dith hebben de Sundeschen mothen buwen, datt se de papenn verbrannt haddenn“ (das haben die Stralsunder bauen müssen, weil sie die Priester verbrannt haben).
Der Pfarrherr Cord Bonow wurde 1417 in Groß Kiesow bei Greifswald von seinem Nachbarn im Tribseer Land, dem Erblandmarschall von Pommern-Wolgast Degener Buggenhagen, einem Parteigänger der Hansestädte Greifswald und Stralsund ermordet. Es war die Rache für die den Papenbrand auslösenden Morde und Brandschatzungen in der Stralsunder Feldmark von 1407. Im Jahre 1420 wurde aus nachfolgender Rache auch Degener von Buggenhagen in Garbodenhagen vor Stralsund ermordet – durch Hennecke von Behr im Auftrag der Herzogswitwe und Regentin Anna (die Tat geschah an der herzöglichen Tafel, wohin sich Degener unter Zusicherung freien Geleites begab). Und abschließend rächten sich dann die Hanseaten an Hennecke von Behr selbst, der samt seinen Gefolgsleuten 1421, vermutlich an der Burg Usedom, erschlagen wurde; seine Leiche schleifte man durch die Stadt Stralsund, um ihn dann post mortem via Radflechten hinzurichten. Damit waren die mit dem Papenbrand verbunden politischen Wirren endgültig beendet.